# 수호이 Su-47
Su-47 베르쿠트(러시아어: Су-47 Беркут. Berkut) 전투기는 'F-22 랩터'로 대표되는 제5세대 전투기 시장에서 미국산 전투기들의 독주를 견제하고자 러시아가 개발한 실험 전투기다.

## 개발
1997년 9월 25일에 처녀비행을 마친 'Su-47'은 개발 초기에 실험기 명칭인 S-32와 S-37로 불려왔고, 2000년 1월에 처음으로 공개되었다. 이후, 2002년에 명칭이 변경돼 Su-47로 최종 결정됐다. 실험 전투기(Experimental Craft)인 'Su-47'은 미국의 ‘X’ 시리즈와 같은 단지 연구용이 아니고, 기내에 고정무장과 무장탑재 능력을 갖춘 실전적인 모델이다. 미국의 'F-22'가 ATF 계획으로 1980년대부터 추진됐듯이, 러시아의 차기 전투기 계획은 1980년대부터 'I-90'이라는 이름의 프로그램으로 시작됐다.'I-90' 프로그램은 2000년부터 보다 진보적인 개념의 ' PAK FA ' 프로그램으로 변경됐고, 'PAK FA'의 주계약자가 2002년 3월에 수호이社(Sukhoi Aviation Corporation)로 결정됨에 따라 향후 등장할 기종도 'Su-47'을 토대로 제작하게 될 것이다. 단 'Su-47'의 커다란 특징인 전진익(Forward-Swept Wing)은 폐지될 것으로 보인다.

## 특징
'Su-47'의 기동성은 매우 뛰어난 편인데, 이것은 'Su-27'의 업그레이드 프로그램에 사용된 항공 역학적 기술이 'Su-47'에 적용되고 있기 때문이다. 'Su-47'의 캐노피와 랜딩기어, 수직미익 등 일부 구성품은 'Su-27'의 것을 그대로 채용하고 있고,전반적으로 '수호이 Su-37'보다 발전된 형태를 보이고 있다.
아음속(亞音速)에서의 기동성은 매우 뛰어나다고 알려져 있는데, 이것은 전진익 특유의 불안정성에 기인한다. 재래식 형태의 전투기들과 달리 카나드·주익·수평미익 등 3개의 날개가 모두 양력을 발생시키는 공력 설계와전자식 비행제어의 결합으로 'Su-47'은 높은 받음각 성능과 선회율 특성을 보이고 있다.
'Su-47'의 외관상 가장 큰 특징은 바로 전진익(Forward-Swept Wing)이다. 전진익((Forward-Swept Wing)은 같은 면적의 후퇴익에 비해 높은 양항비·선회율, 고받음각에서의 안정성, 단거리 이착륙 성능 등이 유리하다. 그리고 낮은 실속속도와 우수한 스핀 특성, 후퇴익에서 주로 발생하는 익단실속이 없기 때문에 기동성면에서 여러 가지 장점을 갖고 있다. 하지만 제어와 소재면에서 다루기 어려운 날개 형상이므로 아직은 연구개발 단계에 머무르고 있다.

## 설계
동체는 주로 티타늄과 알루미늄 합금으로 구성되며, 복합재는 13% 정도로 대량 사용된 편이 아니다. 하지만 다른 기종들과 달리 주익의 복합재 비율은 90%에 달한다. 이것은 앞서 언급한 전진익의 공력적 특성 때문이며, 복합재의 섬유 방향을 교차시켜 강도를 유지하고 있다.
5세대 전투기답게 'Su-47'은 본격적인 스텔스 개념이 적용됐다. 무장의 내부 탑재와 더불어 전진익 고유의 스텔스성이 'Su-47'의 스텔스 성능을 높이고 있다. 그리고 공기 흡입구의 팬블레이드가 정면에 노출되지 않게 하고 레이더 흡수물질(RAM)을 외피에 도포하는 등 다양한 스텔스 기술이 적용됐다.
'Su-47' 전투기는 러시아가 1980년대부터 시도한 'I-90' 차세대 전투기 프로그램의 결과물이다. 'I-90' 프로그램은 'PAK FA' 프로그램으로 변화돼 결국 'Su-47'은 양산에 이르지 못했다. 하지만 개발 주체는 동일하므로 'Su-47'에 적용된 기술은 러시아의 차세대 전투기에도 연계해 적용될 것이다. 'Su-47'은 'MiG 1.44'와 더불어 러시아의 5세대 전투기가 어떠한 성능을 갖추고 탄생하게 될지를 알려주는 이정표와 같은 전투기라고 의미를 둘 수 있다.

## 운영국가
러시아
- 러시아 공군

## 같이 보기
- 수호이 Su-27
- 수호이 Su-30
- 수호이 Su-33
- 수호이 Su-34
- 수호이 Su-35
- 수호이 Su-37
- 수호이 Su-57
- 그루먼 X-29
- 미코얀 프로젝트 1.44